# Jillian Armenante
Jillian Armenante (* 5. Juli 1968 in Paterson, New Jersey) ist eine US-amerikanische Theater-, Film- und Fernsehschauspielerin.

## Leben
In Deutschland wurde Armenante durch die Rolle der Donna Kozlowski in der Serie Für alle Fälle Amy bekannt.
Sie ist mit Alice Dodd verheiratet und hat mit ihr zwei Kinder. Armenante ist die Patentante von Angelina Jolies Adoptivsohn Maddox.

## Filmografie (Auswahl)
- 1991: Dogfight (Dogfight)
- 1992: Operation Lookout (Adventures in Spyimg)
- 1994: The Seven Mysteries of Life
- 1997: The Wright Brothers
- 1998: Pizza für eine Leiche (Delivered)
- 1999: Durchgeknallt (Girl, Interrupted)
- 1999–2005: Für alle Fälle Amy (Judging Amy, 67 Folgen)
- 2002: Moonlight Mile (Moonlight Mile)
- 2004: Frankie and Johnny Are Married
- 2005: Kaltes Land (North Country)
- 2006: Wisteria: The Story of Albert Fish
- 2006: Emergency Room – Die Notaufnahme (ER, Fernsehserie, eine Folge)
- 2006: Grey’s Anatomy (Fernsehserie, zwei Folgen)
- 2007: Ein mutiger Weg (A Mighty Heart)
- 2009: Hawthorne (drei Folgen)
- 2009: Numbers – Die Logik des Verbrechens (Fernsehserie, Folge: 5x17 Die Erfindung der Zukunft)
- 2009: Castle (Folge 1x08 Geister)
- 2011: Bad Teacher
- 2011: Desperate Housewives (Fernsehserie, zwei Folgen)
- 2012: The Dark Knight Rises (The Dark Knight Rises)